# Théorème de Midy
En mathématiques, le théorème de Midy, dû au mathématicien français Étienne Midy,, est un énoncé concernant le développement décimal périodique d'une fraction a/p (comprise, sans perte de généralité, entre 0 et 1), où {\displaystyle p} est un nombre premier (différent de 2 et 5) tel que la période soit de longueur paire. Une telle fraction s'écrit
{\displaystyle {\frac {a}{p}}=0{,}{\overline {a_{1}a_{2}a_{3}\dots a_{k}a_{k+1}\dots a_{2k}}}}
et le théorème établit que les chiffres dans la deuxième moitié de la période sont les compléments à 9 de ceux qui leur correspondent dans la première moitié. En d'autres termes :
ou encore :
Par exemple,
{\displaystyle {\frac {3}{7}}=0{,}{\overline {428571}}{\text{ et }}428+571=999.}
On peut donner des preuves expéditives de ce théorème en utilisant la théorie des groupes. On peut aussi le démontrer par des calculs d'algèbre élémentaire et de congruence sur les entiers.

## Théorème de Midy dans d'autres bases
Le théorème de Midy ne dépend pas de propriétés particulières du développement décimal, c'est-à-dire qu'il est encore valable dans n'importe quelle base {\displaystyle b} non divisible par {\displaystyle p}, à condition bien sûr de remplacer {\displaystyle 10^{k}-1} par {\displaystyle b^{k}-1} et 9 par {\displaystyle b-1}.
(Accessoirement, on peut en déduire que si p > b et si b n'est pas un résidu quadratique modulo p, le chiffre de rang p + 1/2 du développement de 1/p en base b vaut b – 1.)
Par exemple, en base cinq :
{\displaystyle {\frac {3}{7}}=0{,}{\overline {203241}}_{5}{\text{ et }}203_{5}+241_{5}=444_{5}.}
La seconde des deux formulations du théorème en base {\displaystyle b=10} données en introduction peut d'ailleurs s'interpréter comme un cas particulier de la première, pour un développement 2-périodique en base {\displaystyle B=10^{k}}. De même, l'exemple ci-dessus, 6-périodique en base {\displaystyle b=5}, se réécrit comme 2-périodique en base {\displaystyle B=125} :
{\displaystyle {\frac {3}{7}}=0{,}{\overline {(53)(71)}}_{125}{\text{ et }}53+71=124.}
Compte tenu de cette remarque, le théorème de Midy en base quelconque s'écrit donc simplement : si {\displaystyle p} est un nombre premier ne divisant pas {\displaystyle B} et si le développement de a/p en base {\displaystyle B} s'écrit 0,a1a2a1a2…, alors a1 + a2 = B – 1.

## Théorème de Midy étendu
De même, on peut donner du théorème de Midy étendu, une reformulation simple :

Si p est un nombre premier ne divisant pas B et si le développement a/p = 0,a1a2a3… en base B est de période h > 1, alors a1 + a2 + … + ah est un multiple de B – 1 :
{\displaystyle \sum _{i=1}^{h}a_{i}=s(B-1){\text{ avec }}0<s<h.}
L'encadrement de l'entier s vient du fait que les h chiffres, tous compris entre 0 et B – 1, ne peuvent pas être tous nuls ni tous égaux à B – 1, puisque h > 1.
Le théorème de Midy original est le cas h = 2 : dans ce cas, 0 < s < 2 donc s = 1.
Lorsque h > 2, s peut être supérieur à 1 ; pour h = 3, on a cependant encore s = 1 si a est égal à 1, 2 ou 3, sauf, dans certaines bases, si a = 3 et p = 7.
Par exemple, en reprenant 3/7, on a également :
- en bases cent et dix[5] :
{\displaystyle 42+85+71=198=2\times 99{\text{ et }}4+2+8+5+7+1=27=3\times 9~;}
- en bases vingt-cinq et cinq (puisque 0,2032415 = 0,(10)(17)(21)25) :
{\displaystyle 10+17+21=2\times 24{\text{ et }}2+0+3+2+4+1=3\times 4.}

## Caspnon premier
Dans l'énoncé ci-dessus du théorème de Midy (même non étendu), la primalité de p est cruciale. Par exemple (en base mille) :
{\displaystyle {\frac {1}{21}}=0,{\overline {(047)(619)}}_{1000}\quad {\text{mais}}\quad 047+619\neq 999.}
En effet, lorsqu'on ne suppose plus que p est un nombre premier ne divisant ni a ni B, mais seulement que p est un entier premier avec a et B, si la période — c'est-à-dire l'ordre multiplicatif de B mod p — est égale à 2, on n'a plus nécessairement B ≡ –1 mod p. Or c'est sous cette forme que le critère apparaît naturellement, dans une démonstration qui n'utilise même pas la 2-périodicité (elle s'en déduit), :

Soit a/p ∈ ]0, 1[ une fraction irréductible, de développement 0,a1a2a3… en base B. Les chiffres ai vérifient ai + ai+1 = B – 1 si et seulement si B ≡ –1 mod p.
On peut cependant remarquer — toujours en supposant que l'ordre multiplicatif de B mod p est 2, c'est-à-dire que p divise B2 – 1 mais ne divise pas B – 1 — que si B – 1 est premier avec p (en particulier si p est une puissance d'un nombre premier impair), la condition B ≡ –1 mod p est encore automatiquement vérifiée.

## Preuve du théorème étendu
Soient p un nombre premier ne divisant pas la base B, et a/p une fraction strictement comprise entre 0 et 1 et dont le développement 0,a1a2… en base B est de période h > 1. On peut alors démontrer que h est l'ordre multiplicatif de B modulo p (c'est-à-dire le plus petit entier n tel que p divise Bn − 1), en particulier p ne divise pas B − 1 (puisque h > 1) et N := Bh – 1/p est un entier.
Notons m l'entier Bh − 1/B − 1. Alors, pN = Bh − 1 = m(B − 1) et  p ne divise pas B − 1 donc il divise m, si bien que la fraction
{\displaystyle {\frac {N}{B-1}}={\frac {m}{p}}}
est un entier. A fortiori :
{\displaystyle aN\equiv 0{\pmod {B-1}}.}
Or l'entier aN est égal à a/pBh – a/p, donc s'écrit a1a2…ah en base B. Par conséquent, modulo B − 1, on a bien :
{\displaystyle \sum _{i=1}^{h}a_{i}=\sum _{i=1}^{h}a_{i}1^{h-i}\equiv \sum _{i=1}^{h}a_{i}B^{h-i}=aN\equiv 0.}